# Nécropole du monastère Donskoï

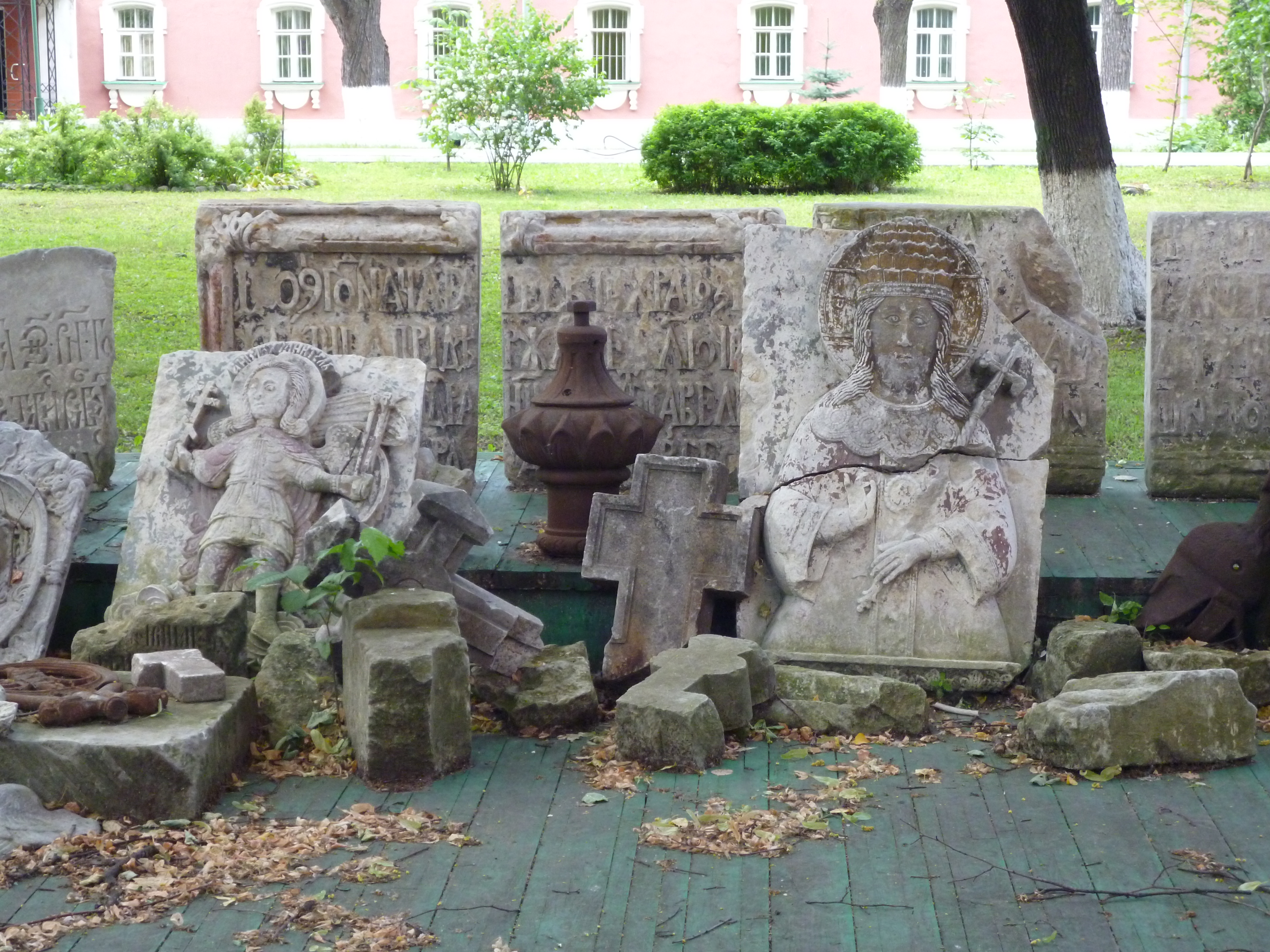
Fragments d'anciennes pierres tombales apportées de partout et empilées près de la Grande Cathédrale.

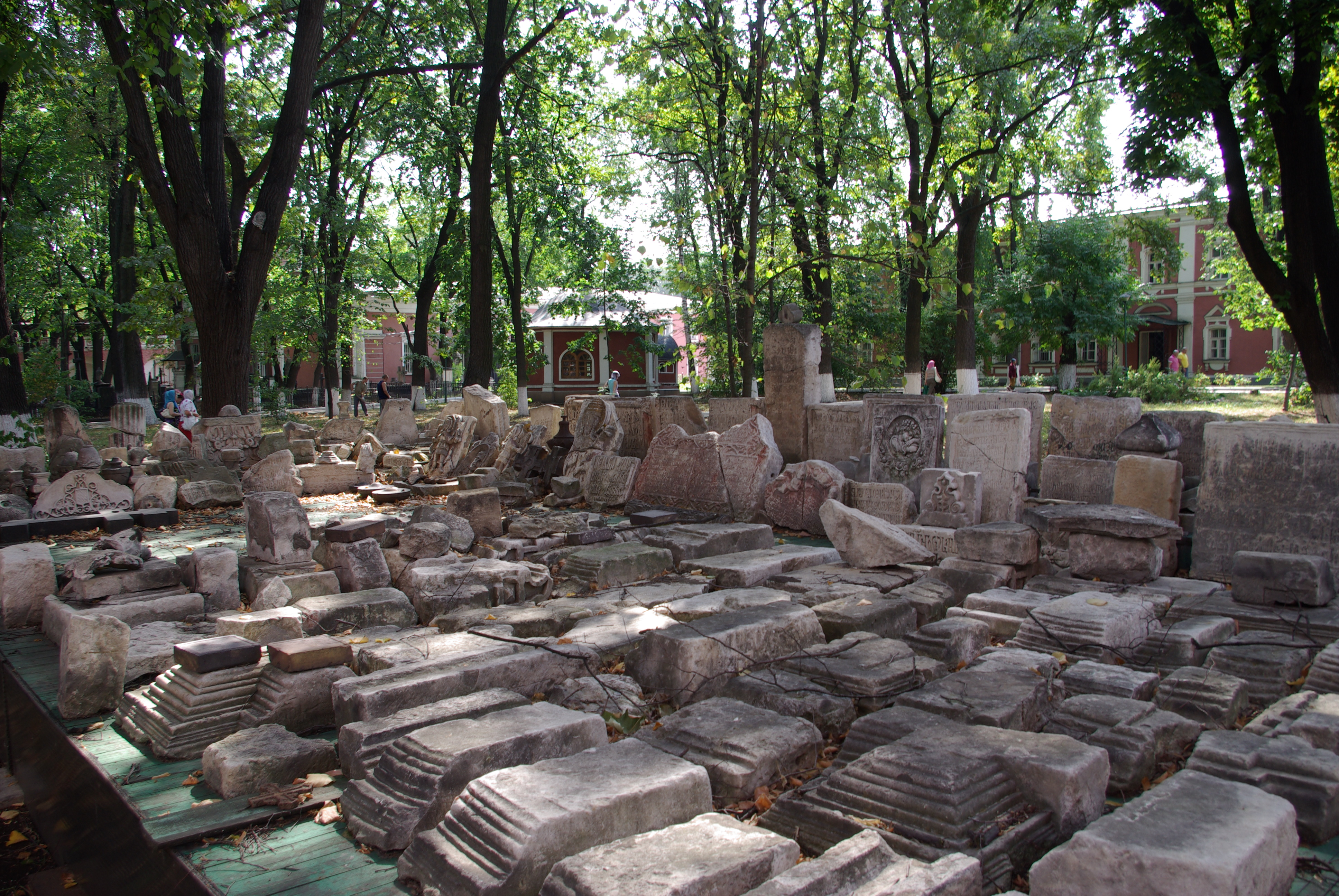

La nécropole du monastère Donskoï (aussi ancien cimetière Donskoï) est la plus grande nécropole encore existante des XVIIIe et XIXe siècles à Moscou. Le cimetière occupe près de la moitié du territoire du monastère Donskoï (2,5 hectares sur 5 hectares) et est ouvert de 08h00 à 18h30 tous les jours.
En raison de la saturation de la nécropole historique dans les années 1900, le nouveau cimetière Donskoy a été aménagé à l'extérieur du monastère — au sud du mur du monastère —. Des inhumations y ont encore été réalisées tout au long du XXe siècle.

## Nécropole de la petite cathédrale
En plus des abbés du monastère de différentes années, reposent trois évêques :
- Tikhon de Moscou (1865-1925), patriarche de Moscou et de toute la Russie ;
- Ambroise de Moscou (1700-1771), archevêque de Moscou tué par la foule ;
- Agapit (1794-1854), évêque de Tomsk et Ienisseï.

Parmi les principaux dignitaires de la Russie tsariste, ont été enterrés dans la petite cathédrale :
- le général S. K. Narychkine ;
- le procureur général Iakov Petrovitch Chakhovskoï ;
- le lieutenant général P. M. Golitsyn ;
- le maréchal Nicolas Repnine ;
- le général de cavalerie Alexandre Tormassov ;
- le directeur de l'Ermitage A. A. Vasilchikov.

### Personnalités inhumées dans le cimetière

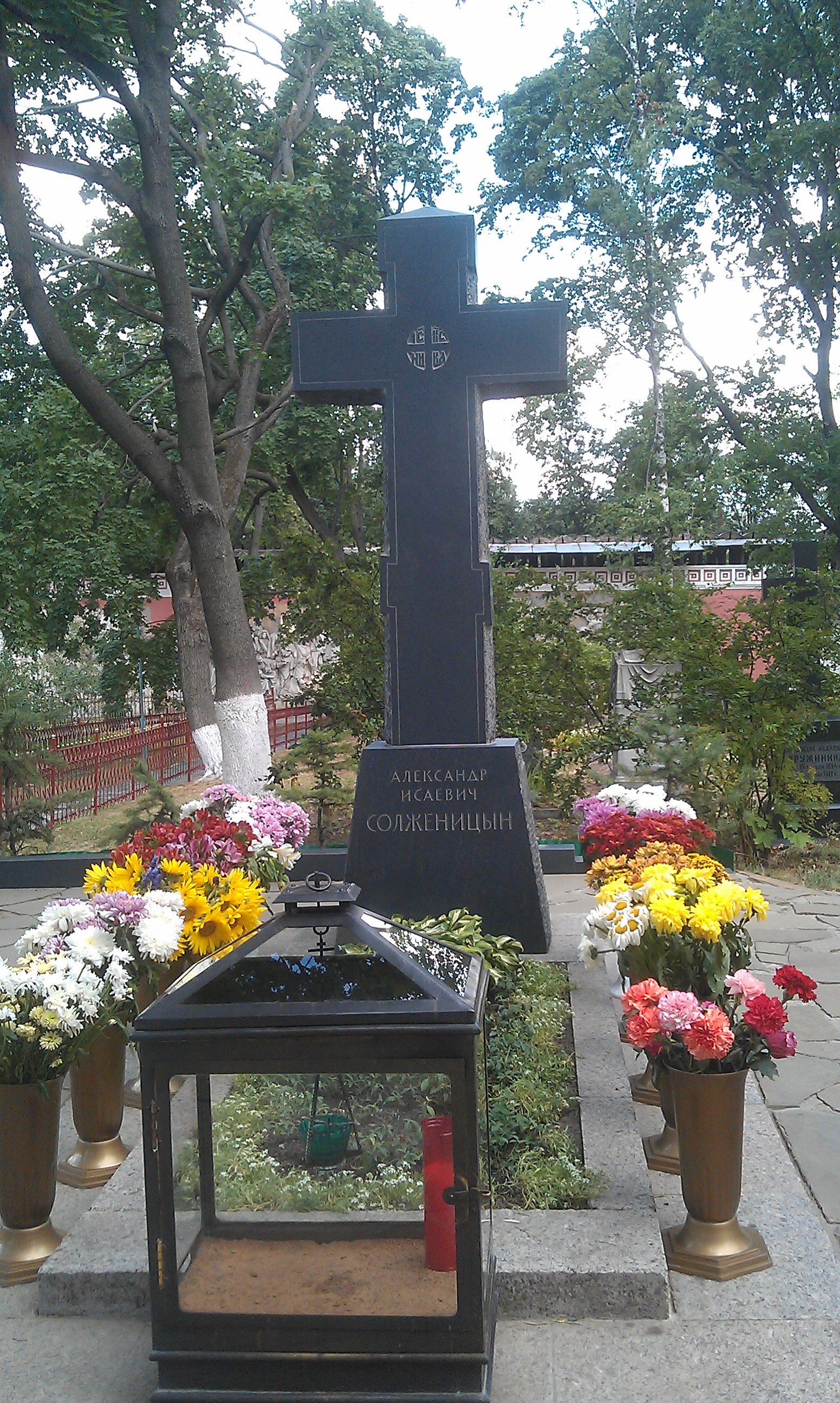
Tombe d'Alexandre Soljenitsyne.

- Ambroise de Moscou, figure religieuse ukrainienne de l'Hetmanat cosaque, écrivain spirituel, traducteur d'œuvres grecques, juives et latines.
- Mikhaïl Astangov, acteur de théâtre et cinéma
- Artchil, roi d'Iméréthie (1661 - 1663, 1668 - 1669, 1678 - 1679, 1690 - 1691, 1695 - 1696, 1698) et Kakheti (1664 - 1675), poète, fils aîné du roi Vakhtang V, l'un des fondateurs de la colonie géorgienne à Moscou.
- Arsenevsky Vasily Kindratovich, personnage religieux ukrainien, éducateur de Tver Carélie et de Moscovie, professeur de mathématiques, enseignant, traducteur, master en philosophie.
- Bakar Ier de Karthli, le roi Cartley de la dynastie Bagrationi (1716 - 1719), homme politique géorgien et personnage public.
- Bantysh-Kamensky Dmitry Nikolaevich, historien et archéologue russe et ukrainien.
- Piotr Baranovski, restaurateur russe et chercheur de monuments architecturaux du Moyen Âge. Il est le fondateur du Musée central de la culture et de la peinture russe ancienne Andreï Roublev et du musée Kolomensky à Moscou.
- Joseph Ivanovitch Bové, architecte russe, maître exceptionnel du classicisme russe.
- Anton Dénikine, personnalité militaire russe, lieutenant général, héros de la guerre russo-japonaise et de la Première Guerre mondiale, l'un des dirigeants du Mouvement blanc et commandant en chef des Forces Armées du Sud de la Russie (1918-1920)[2].
- Nikolaï Joukovski, scientifique russe de renom, créateur de l'aérodynamique en tant que science, fondateur de l'hydromécanique et de l'aéromécanique modernes.
- Alexey Ivanovsky, commandant militaire russe, général de la cavalerie (1796), ataman militaire des troupes de Donskoï.
- Vassili Klioutchevski, historien russe de la ligne impériale, cadets, académicien (depuis 1900), académicien honoraire de l'Académie des sciences de Saint-Pétersbourg (depuis 1908).
- Tikhon, figure de l'église russe, évêque de l'Église orthodoxe russe ; 21 novembre (4 décembre) 1917 Patriarche de Moscou et de toute la Russie, le premier après la restauration du patriarcat en Russie. Canonisé par l'Église russe en 1989 en tant que saint.
- Vasil Lyashchevsky, professeur d'église ukrainienne, l'un des fondateurs de l'enseignement supérieur à Moscovie.
- Razumovsky Lev Kyrylovych, diplomate, homme d'État de l'empire russe d' origine ukrainienne.
- Nicolas Repnine, militaire et homme d'État de l'empire russe, diplomate, propriétaire foncier, maréchal de terrain (1796), prince. D'une ancienne lignée, liée à Michael Vsevolodich.
- Daria Nikolaïevna Saltykova, propriétaire russe connu pour son sadisme, ses abus de serfs et l'assassinat d'environ 130 personnes.
- Alexandre Soljenitsyne, Russe, historien, romancier, dramaturge, essayiste, poète et personnalité politique. Prix Nobel de littérature (1970). Dissident.
- Alexandre Soumarokov, un des plus grands représentants de la littérature russe du XVIIIe siècle, créateur du répertoire du premier théâtre russe.
- Filimonov Georgy Dmitrovich, célèbre archéologue russe, historien de l'art, ouvrier de musée, artiste antique.
- Mikhail Kheraskov, poète, écrivain et dramaturge ukrainien et russe des Lumières.
- Piotr Iakovlevitch Tchaadaïev, philosophe et publiciste russe, déclaré par le gouvernement insensé pour ses œuvres, dans lesquelles il a vivement critiqué la réalité de la vie russe.
- Valentina Georgievna Tokarskaïa (1906-1996), actrice de théâtre et de cinéma.